# Jonathan Lundberg (journalist)
Jonathan Lundberg, född 14 mars 1995 i Asarum, är en svensk journalist och författare.

## Biografi
År 2014 började Jonathan Lundberg arbeta som journalist på Sydöstran. Under 2015 rönte han stor uppmärksamhet med ett blogginlägg om psykisk ohälsa, I vintras hade jag det ganska bra. Lundberg har sedan varit aktiv i debatten om psykisk ohälsa, bland annat genom essän Farfar bad om hjälp – sedan valde han döden.
Inför valet 2018 arbetade Lundberg som politikreporter på Aftonbladets samhällsredaktion, med fokus på skeenden i sociala medier. Efter valet började han skriva reportageboken Sverigevänner, om Sverigedemokraternas nätrörelse. Boken gavs ut av Piratförlaget i oktober 2019 och beskrevs som "oklanderlig, undersökande journalistik" av Expressens recensent Sven Olov Karlsson.
I februari 2021 blev Lundberg invald som styrelseledamot i Författarförbundets sakprosasektion Minerva.
I oktober 2021 gav Piratförlaget ut hans andra bok, Från världskrig till nätkrig: Hundra år som formade internet. Den beskrevs av Aftonbladets recensent Mattias Beijmo som "en av få läsvärda svenskspråkiga böcker för den som vill få en introduktion till det digitalt drivna kulturkrig som rasar i vårt samhälle". Under höstterminen 2022 valdes boken in som kurslitteratur för masterprogrammet i digital humaniora vid Göteborgs universitet.
Våren 2023 var Lundberg med och startade upp Författarförbundets yttrandefrihetsgrupp.
Jonathan Lundberg medverkade i Patrik Lundbergs bok Berättelsen om Sverige: texter om vår demokrati (2018), med en essä om klimatkrisen. Han medverkade också i Medieinstitutet Fojos antologi Det nya normala – ett hot mot demokratin (2021), där han skrev om hot som riktas mot svenska journalister.